# Пипин II (Аквитания)
Вижте пояснителната страница за други личности с името Пипин.
Пипин II (на латински: Pippin II., Pépin;; * 823; † сл. 864 в Санлис) е крал на Аквитания от 838 до 864 г. от династията Каролинги.
Той не трябва да се бърка с неговия прародител Пипин II Средни († 714).
Пипин II е син на Пипин I (крал на Аквитания 817 – 838), който е вторият син на император Лудвиг Благочестиви (781 – 817) и брат на Лотар I, Лудвиг II Немски и полубрат на Карл II Плешиви.
Майка му е Рингарт (Хрингард) или Ингелтруд (дъщеря на Теудберт, граф на Мадри).
След смъртта на баща му на 13 ноември, по други източници на 13 декември 838 г. в Поатие, Пипин II се възкачва на трона и управлява заедно с чичо си Карл II Плешиви (838 – 855).
През 848 г. е махнат от трона и затворен в бенедиктинския манастир Saint-Médard в Соасон в Северна Франция.
Успява да избяга през 854 г. и завладява части от Аквитания. През 864 г. е затворен в манастира Санлис в Пикардия, на 51 км от Париж, където умира.